# Конституция Суринама
Конституция Суринама (нидерл. Grondwet van Suriname) — основной закон Республики Суринам. Действующая конституция была принята 30 сентября 1987 года на референдуме, ознаменовав возвращение к демократическому правлению в Суринаме и конец военного режима, установившегося в стране после переворота в 1980 году.

## История
В 1795 году Батавская республика вывела колонию Суринам из-под правления Монопольного общества Суринама. Вслед за этим нидерландское правительство издало ряд постановлений, касавшихся Суринама (нидерл. Regeringsreglement voor Suriname), и установивших в колонии административное правление.
В 1865 году новое правительственное постановление заменило предыдущее положение от 1832 года. Постановление от 1865 года теоретически предоставляло Суринаму некоторое ограниченное самоуправление . Колониальной элите было предоставлено право избирать колониальный совет (нидерл. Koloniale Raad), численностью в тринадцать человек. Этот совет управлял колонией совместно с генерал-губернатором, назначавшимся нидерландским монархом. Колониальному совету было дозволено принимать решения, касавшиеся колонии, которые могли быть одобрены нидерландским монархом без рассмотрения их в парламенте Нидерландов.
После конституционной реформы 1922 года в Нидерландах, когда термин «колония» был заменён термином «заморская территория», правительственное постановление от 1865 года было заменено Основным законом Суринама (нидерл. Staatsregeling van Suriname) от 1 апреля 1937 года. В этом документе колониальный совет был переименован в государственный совет Суринама (нидерл. Staten van Suriname) с численностью в пятнадцать человек.
После Второй мировой войны, во время которой нидерландское правительство в изгнании пообещало пересмотреть отношения между метрополией и колониями, Основной закон Суринама был широко пересмотрен. В марте 1948 года поправки к нему были приняты нидерландским парламентом, который ввел всеобщее избирательное право в Суринаме, как для мужчин, так и для женщин, что увеличило членство в государственном совете с пятнадцати до двадцати одного человека. Парламент также учредил коллегию генерального правительства (нидерл. College van Algemeen Bestuur ), члены которой должны были помогать губернатору в повседневном управлении колонией. Таким образом, коллегия стала предшественницей Кабинета министров Суринама. Новый Основной закон Суринама вступил в силу в июле 1948 года.
После того, как 15 декабря 1954 года была объявлена Хартия Королевства Нидерландов, Суринам перестал быть заморским владением Нидерландов и стал государством в составе Королевства Нидерландов, в которое на равноправной основе входили Нидерланды, Суринам и Нидерландские Антильские острова. Новый Основной закон, отражавший новые договоренности, был принят государственным советом Суринама в 1955 году.
Первая конституция независимого Суринама была принята в 1975 году и смоделирована на основе нидерландской конституции. Суринам стал парламентской республикой, в которой президент имел лишь представительские функции, что соответствовало положению короля в конституции Нидерландов. Правительство подчинялось парламенту. Действие первой конституции было приостановлено после государственного переворота 1980 года. В течение семи лет в стране правил военный режим, сформировавший Национальный военный совет. В 1982 году военный режим издал указ под названием «Основные права и обязанности граждан Суринама», фактически заменивший конституцию страны.
Под давлением международной общественности и из-за гражданской войны в стране режим был вынужден начать переходный период к демократическому правлению в Суринаме. В 1985 году между военными и представителями политических партий было достигнуто соглашение. Консультации завершились созданием проекта новой конституции, которая была утверждена на референдуме 30 сентября 1987 года.
Новая конституция начинается преамбулой и главами о суверенитете и целях республики Суринам. Затем следуют главы о личных, социальных, культурных и экономических правах граждан, об экономической и социальной организации страны. В конституции Суринама содержится положение о том, что все природные ресурсы на территории государства принадлежат его народу. По новой конституции Суринам является парламентско-президентской республикой, в которой президент обладает широкими полномочиями и является главой исполнительной власти, но избирается парламентом и является гарантом соблюдения конституции. В 1992 году в конституцию от 1987 года был внесён ряд поправок.

## Конституционный суд
В статье 144 новой конституции Суринама говорится об учреждении Конституционного суда, основной задачей которого является рассмотрение соответствия правовых актов в стране конституции государства. Конституционный суд в Суринаме пока не действует, так, как законодательно не определены его состав и структура.